# Franciscus Maria Blessing
Franciscus Maria Blessing (Amsterdam, 19 november 1926 – Nijmegen, 18 oktober 1976) was een Nederlands politicus van de KVP.
Hij werd geboren als zoon van Albertus August Blessing (1890-1954) en Elizabeth Maria Boersma (1891-1950). Hij volgde in 1960 C.M.E.J.Th.F. van Hoorn op als gemeentesecretaris van Heumen. In 1967 werd Blessing benoemd tot burgemeester van Ewijk. Tijdens dat burgemeesterschap overleed hij eind 1976 op 49-jarige leeftijd.